# Beduínos
Os beduínos, beduís ou beduins (em árabe badawī بَدَوِي, pl. badū بَدْو ou badawiyyūn بَدَوِيُّون) são parte de um grupo árabe habitante dos desertos e conhecidos em árabe como ʿašāʾir (عَشَائِر). São nômades pastoris que historicamente habitaram as regiões desérticas da Península Arábica, Norte da África, Levante e Mesopotâmia. Os beduínos são originários do deserto Sírio e do deserto da Arábia, mas espalharam-se pelo resto do mundo árabe na Ásia Ocidental e no Norte de África após a propagação do Islã.
Tradicionalmente divididos em tribos e clãs, os beduínos historicamente compartilham uma cultura comum de pastoreio de camelos, ovelhas e cabras. A grande maioria dos beduínos adere ao islamismo, embora haja um número pequeno de beduínos cristãos presentes no Crescente Fértil. Sua população é de 25 milhões de pessoas, sendo reconhecida pelos seus dialetos, cultura e estrutura social específicos.

## Etimologia
A palavra beduíno vem do árabe badawī, que significa "morador do deserto", e é tradicionalmente contrastada com ḥāḍir, o termo para pessoas sedentárias. A forma ocidental vem do francês antigo do século XV, bedüin, que evoluiu para bédouin; o sufixo plural árabe foi confundido com parte da palavra - badawin.

## Sociedade

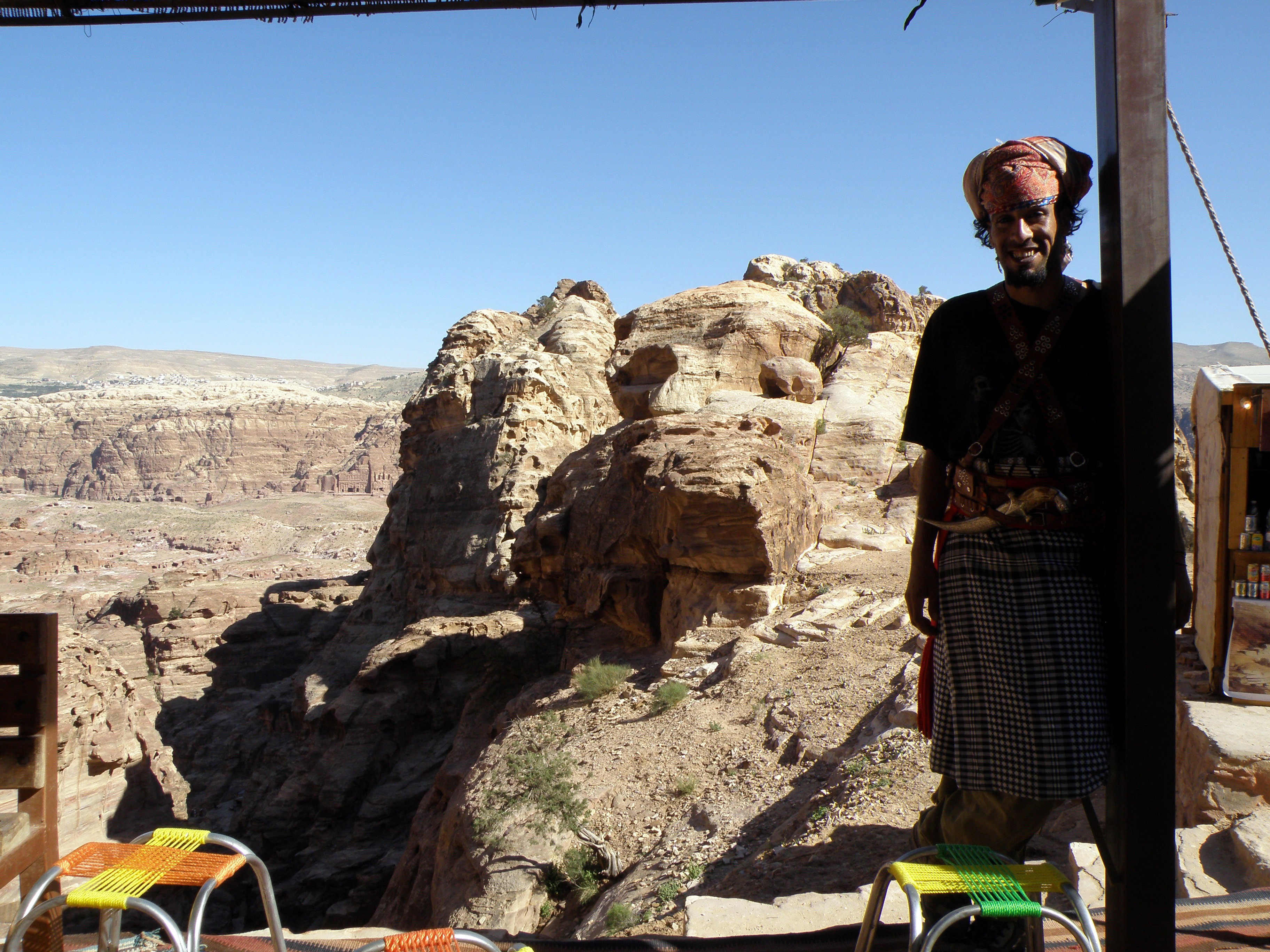
Beduíno em Petra, Jordânia.

O estilo de vida beduíno valoriza acima de tudo a liberdade de movimento, a honra e a solidariedade com os membros do clã. A organização social é tribal, com a linhagem superando todas as outras lealdades. Leal ao parentesco, a cultura oral enfatiza uma poesia que glorifica o próprio clã. O beduíno sempre foi pobre, de forma que as brigas pelos escassos recursos disponíveis sempre fossem frequentes - com as tribos lutando por causa de animais e água, por exemplo - o que provocava ciclos de vingança.
Um aforismo beduíno amplamente citado é "Eu sou contra meu irmão, meu irmão e eu somos contra meu primo, meu primo e eu somos contra o estrangeiro", às vezes citado como "Eu e meu irmão somos contra meu primo, eu e meu primo somos contra o estrangeiro". Este ditado significa uma hierarquia de lealdades baseada na proximidade de uma pessoa, começando consigo mesma e prosseguindo pela família nuclear, conforme definido pelo parentesco masculino, e então, pelo menos em princípio, para todo um grupo genético ou linguístico; que é percebido como semelhante ao parentesco no Oriente Médio e no Norte da África em geral. Disputas são resolvidas, interesses são buscados, e justiça e ordem são dispensadas e mantidas por meio dessa estrutura, organizada de acordo com uma ética de auto-ajuda e responsabilidade coletiva. A unidade familiar individual (chamada de tenda ou bayt) geralmente era composta por três ou quatro adultos (um casal mais irmãos ou pais) e qualquer número de filhos.
O ethos dos beduínos compreende coragem, hospitalidade, lealdade à família e orgulho da ancestralidade. As tribos beduínas não eram controladas por um poder central, como um governo ou império, mas eram lideradas por chefes tribais. Alguns chefes exerciam seu poder partindo de oásis, onde mercadores organizavam o comércio através do território controlado pela tribo. A estrutura das tribos beduínas era mantida unida mais por sentimentos compartilhados de ancestralidade comum, em vez de através de um chefe tribal no topo da hierarquia.

## Tradições
Etnicamente, os beduínos são idênticos aos outros árabes e o que os diferencia são as suas tradições de nomadismo. A posição social dos beduínos é determinada pelos animais que eles pastoreiam: os nômades com camelos são os mais prestigiados, seguidos pelos pastores de ovelhas e cabras e, finalmente, os nômades de gado.

### Pastoreio

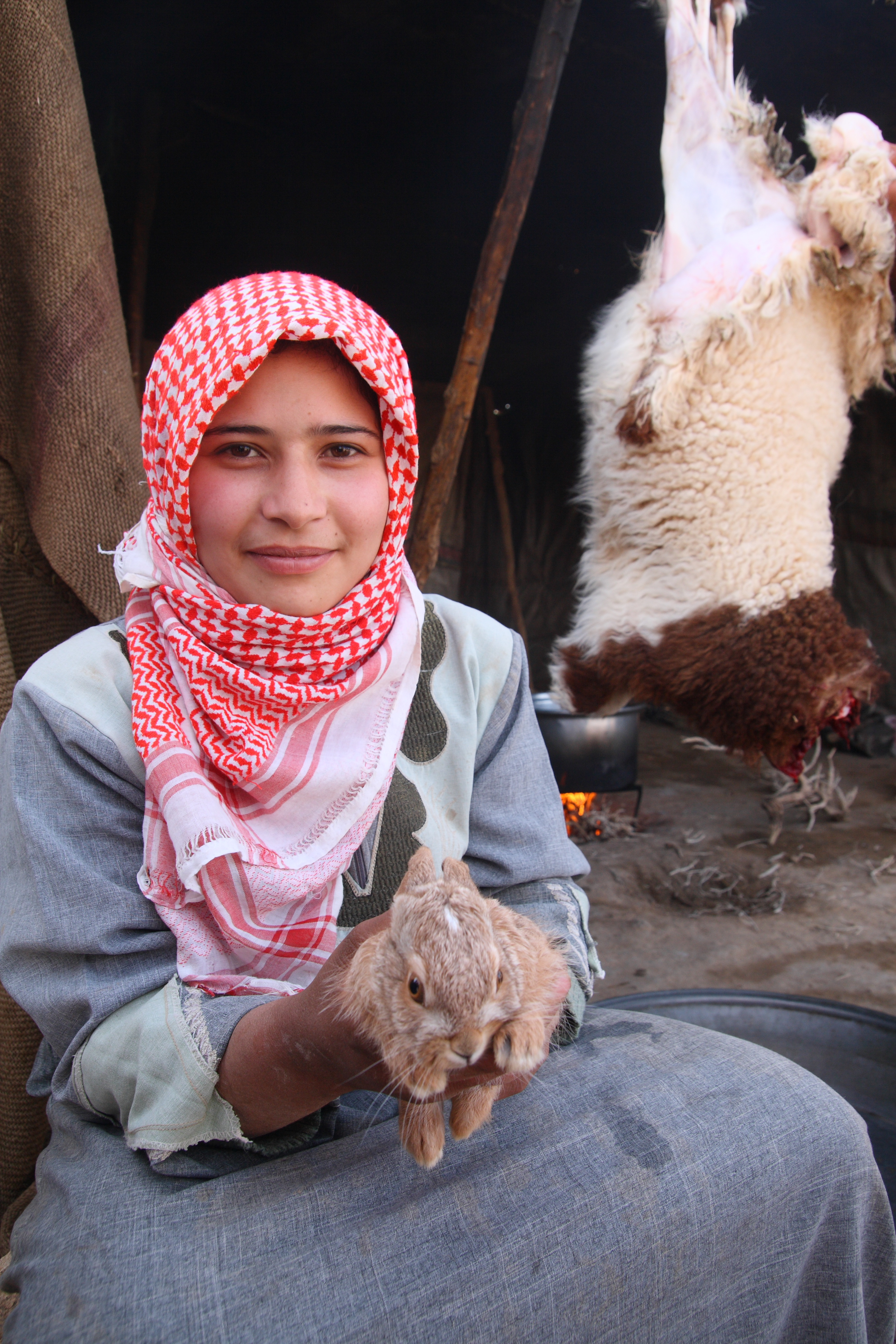
Uma jovem beduína usando um shemag jordaniano na Síria, em 2009.

Criação de gado e pastoreio, principalmente de cabras, ovelhas e camelos dromedários, compunham os meios de subsistência tradicionais dos beduínos. Eles eram usados para carne, laticínios e lã. A maioria dos alimentos básicos que compunham a dieta dos beduínos eram laticínios.
Camelos, em particular, tinham vários usos culturais e funcionais. Tendo sido considerados um "presente de Deus", eles eram a principal fonte de alimento e método de transporte para muitos beduínos. Além de seu extraordinário potencial de ordenha nas duras condições do deserto, sua carne era ocasionalmente consumida por beduínos. Como tradição cultural, corridas de camelos eram organizadas durante ocasiões comemorativas, como casamentos ou festivais religiosos.
Algumas sociedades beduínas vivem em regiões áridas. Em áreas onde a precipitação é muito imprevisível, um acampamento será movido irregularmente, dependendo da disponibilidade de pasto verde. Onde a precipitação de inverno é mais previsível, em regiões mais ao sul, alguns povos beduínos plantam grãos ao longo de suas rotas de migração. Isso prova ser um recurso para o gado durante todo o inverno. Em regiões como a África Ocidental, onde há chuvas mais previsíveis, os beduínos praticam a transumância. Eles plantam perto de casas permanentes nos vales onde há mais chuva e levam seu gado para pastagens nas terras altas.

### Poesia oral
A poesia oral é a forma de arte mais popular entre os beduínos. Ter um poeta na tribo era altamente considerado na sociedade. Além de servir como uma forma de arte, a poesia era usada como um meio de transmitir informações e controle social. A poesia beduína, também conhecida como poesia nabati, é frequentemente recitada no dialeto vernáculo. Em contraste, as formas mais comuns de poesia árabe são frequentemente em árabe padrão moderno.

### Incursõesghazw

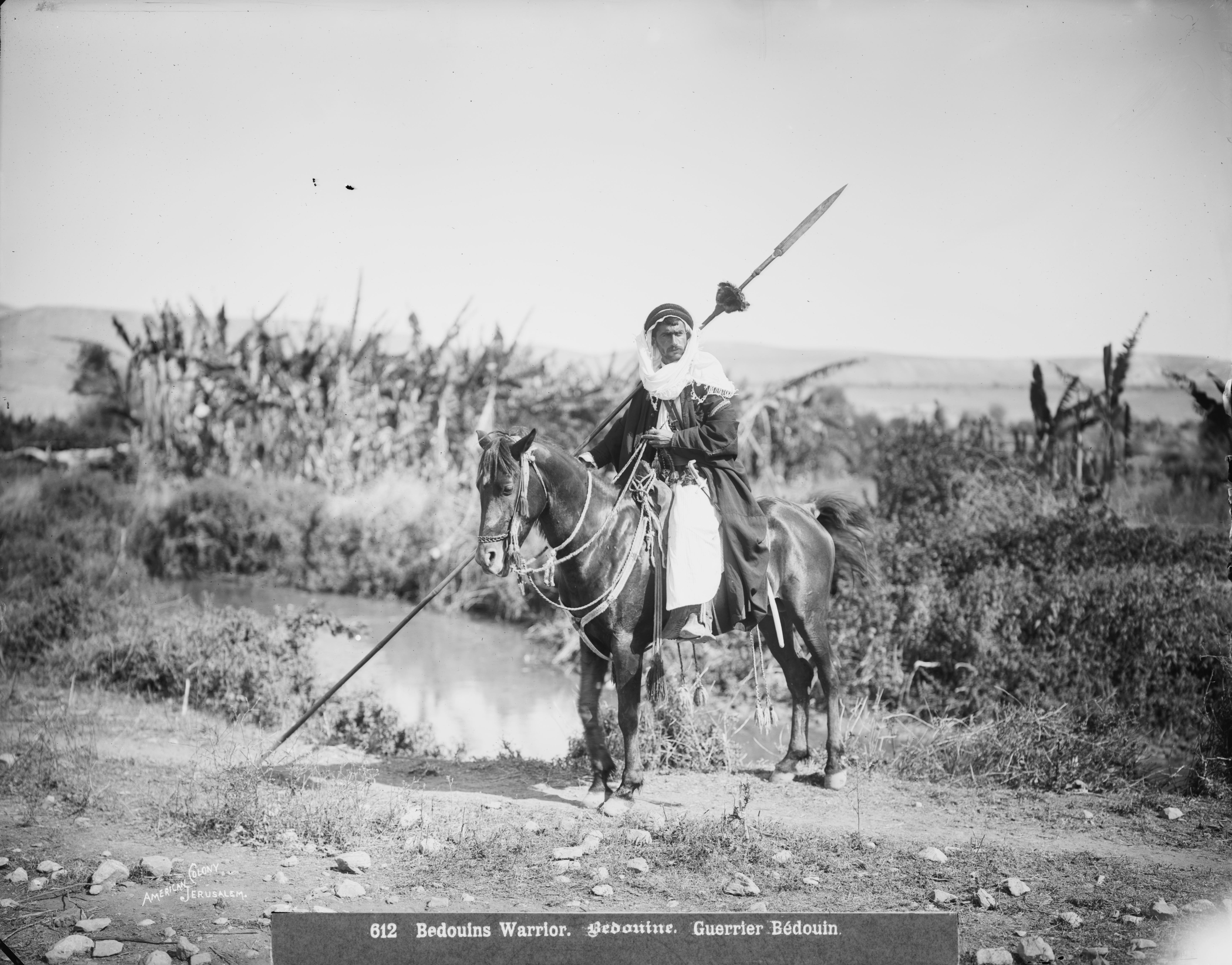
Um guerreiro beduíno fotografado no Oriente Médio entre 1898 e 1914.

O hábito tradicional bem regulamentado das tribos beduínas de atacar outras tribos, caravanas ou assentamentos é conhecido em árabe como ghazw. Um garoto que toma parte numa incursão torna-se um homem, e uma razia bem sucedida o tornaria o herói de todas as mulheres da tribo. Segundo a tradição, realizar incursões é o que o beduíno faz de melhor. As incursões são uma habilidade, um exercício de astúcia e engenhosidade, sujeito a regras rígidas. Caso os incursores forem pegos e consentirem em devolver o que foi roubado, tudo é resolvido. No caso contrário, serão considerados traidores e as proteções invalidadas. Sangue raramente é derramado pois o costume da dívida de sangue tornaria uma incursão trivial em uma vendeta prolongada. Incursões durariam por dias e ocorreriam contra tribos localizadas há quilômetros de distância.
"O beduíno não tem trabalho e nem diversão. Seu único trabalho e única diversão é o "ghazzu", ou incursão. A moda foi definida e selada por aquele arqui-incursor, o Profeta; e embora uma incursão pareça para nós um mero roubo, para os beduínos é uma legítima ebulição de espíritos, embora tenha regras mais vinculativas para eles do que as regras do Direito Internacional para nós."— Sir Gawain Bell, 1940.
As incursões sempre foram endêmicas e o beduíno não via como prático o gerenciamento do lucro com o gado. Ele sabia que períodos prolongados de paz diminuiriam a riqueza de um indivíduo, tornando assim necessárias a guerra e a pilhagem. Se não houvesse inimigos para roubar e pilhar, eles seriam facilmente criados.

## História

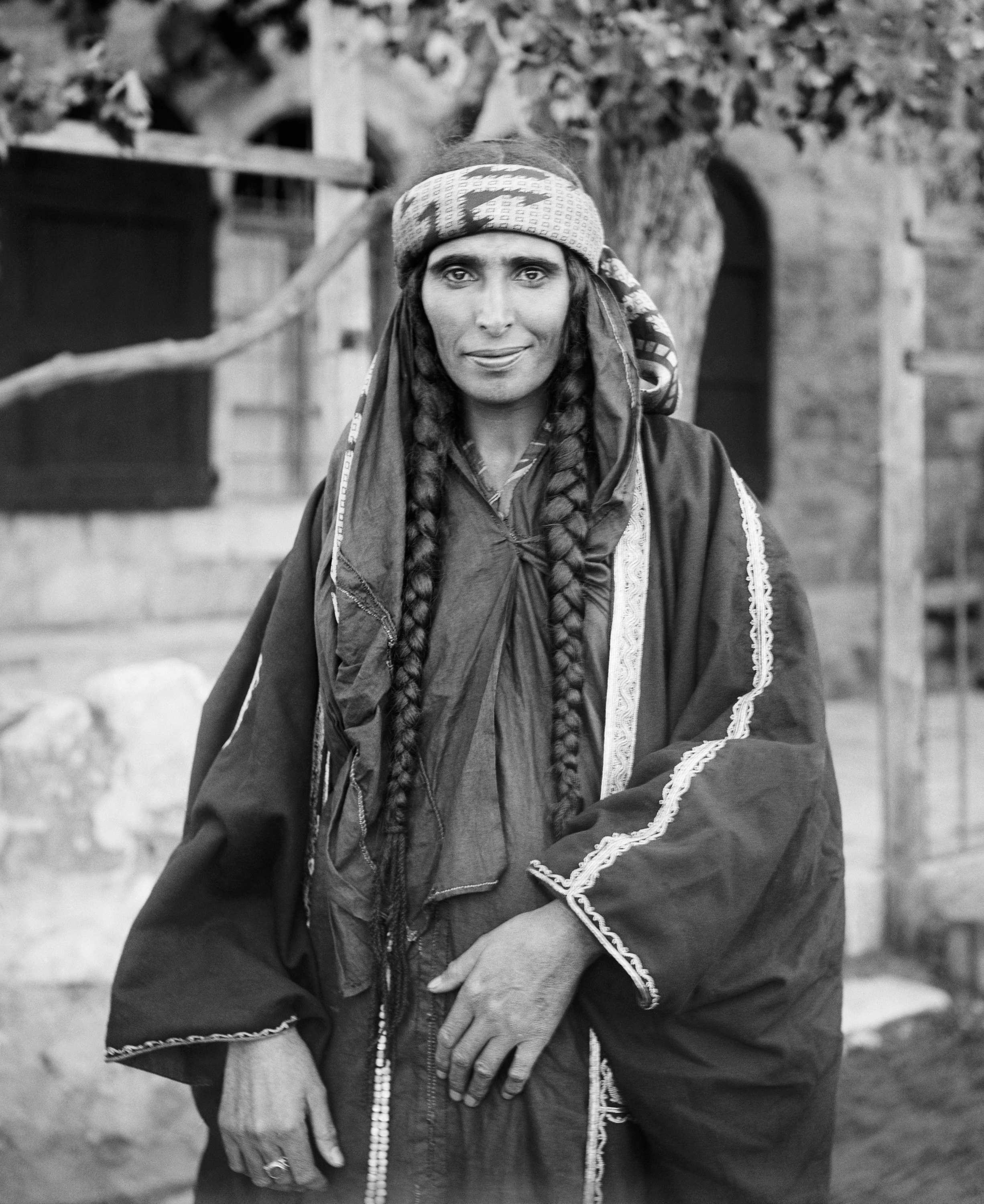
Uma mulher beduína cristã em Jerusalém (c. 1898 a 1914); identificada como da cidade estabelecida de Queraque, na Jordânia, e possível esposa de um xeique por suas vestimentas caras. Estas tranças eram usadas em sua maioria por mulheres árabes cristãs beduínas das tribos da Jordânia.

Os beduínos são originários da Arábia e, no século VII, durante as conquistas árabes, expandiram-se pelo Norte de África. Os beduínos, no século XXI estão organizados em tribos que falam a língua badawi e consideram-se descendentes dos árabes.
Com suas caravanas, praticavam o comércio de vários produtos pelas cidades da região. Já as tribos coraixitas habitavam a região litorânea e viviam do comércio fixo. Na península Arábica, onde sempre viveram os grupos principais, as difíceis condições de vida no deserto geraram conflitos pelo uso de poços de água e pastagens, levando bandos de beduínos a eventuais ataques a caravanas e outras formas de roubo contra vizinhos e forasteiros.[carece de fontes?] Na difícil vida no deserto, o camelo é fundamental para a sua sobrevivência. Além de meio de transporte, o  animal fornece leite, carne  e a pele.
Após a Primeira Guerra Mundial (1914-1918), o estilo de vida desse povo começou a modificar-se. Submetidos ao controle dos governos dos países onde viviam, eles passaram a enfrentar dificuldades para perambular à vontade como nómadas. O número de beduínos diminuiu, e hoje o estilo de vida deles é cada vez mais sedentário.[carece de fontes?] Entretanto, a fervorosa adesão ao islamismo e o caráter tribal das sociedades permanece. Cada grupo reúne várias famílias sob a liderança máxima de um chefe hereditário (xeque). As várias tribos também têm estatuto diferente. Algumas são consideradas "nobres", porque teriam ancestrais importantes. Outras, "sem ancestrais", servem às de maior status, com seus membros atuando como artesãos, ferreiros, artistas ou fazendo outros tipos de trabalho.